# 太閤園
太閤園（たいこうえん）は、大阪府大阪市都島区網島町にある藤田観光によって2021年（令和3年）6月30日まで運営されていた宴会場・結婚式場・ レストラン。

## 概要
藤田財閥の総帥である藤田伝三郎が建てた「網島御殿」、「あかがね御殿」などと称された広大な藤田邸がもととなっている。藤田邸の敷地は伝三郎の死後子息達にそれぞれ相続されたが、次男の徳次郎が受け継いだ東邸を中心とする東部が太閤園の直接の母体となった。
1945年（昭和20年）6月7日の第3回大阪大空襲により藤田邸は東邸・鉄筋コンクリート造りの蔵・多宝塔を残して大半が焼失、戦後、その敷地は分割される事となった。
藤田邸の中央部は1954年（昭和29年）に鉄筋コンクリート造りの蔵を本館とし、多宝塔を擁する藤田美術館として開館した。そして、東邸を中心とする東部は藤田観光が1959年（昭和34年）に、東邸を「淀川邸」と名称を改めて新たに多数の建物をも建築してオープンした。淀川邸の名称は初代自民党副総裁大野伴睦によって命名されたものである。正門に掛かっていた看板も大野による筆である。
日本庭園や淀川邸を始めとした12の宴会場の他、多数の結婚式場やレストランを備えていた。

## コロナ禍による営業終了と創価学会への売却
2021年（令和3年）2月12日、藤田観光はコロナ禍で業績が悪化し、債務超過寸前にまで陥ったことを受けて、財務体質の改善を図るため、太閤園を「国内法人」に売却し、営業を同年6月30日に終了することを取締役会で決定し、売却先の「国内法人」との間で売却契約を締結したと発表した。売却による特別利益は2021年第一四半期（1月～3月期）決算で329億円の見込み。
藤田観光のプレスリリースによると、「譲渡先の候補が複数あり、最も良い条件を提示した先に対し譲渡し、価格や譲渡先の詳細については譲渡先からの要請により」公表しないことになっていたが、同年4月2日に朝日新聞デジタルなどが「太閤園の売却先は創価学会で、3月22日に所有権の移転が完了した」と報じた。なお、太閤園は営業終了までの間、藤田観光が賃借していた。
取得時点では用途は不明だったが、創価学会は取得報道直後の4月18日に開催した第3回本部幹部会で2030年の学会創立100周年記念事業として「関西池田記念大講堂」を建設することを発表し、4月21日付けの創価学会機関紙・聖教新聞で正式に公表した。
創価学会による講堂建設中の2024年11月5日、作業に当たっていた大型重機が横転して、通行人1人が軽傷を負ったほか、近接する藤田美術館の一部が破損する事故が発生した。

## 淀川邸
淀川邸と呼ばれていた旧藤田家東邸は、1910年（明治43年）に伝三郎が次男の徳次郎の住まいとして設計し、伝三郎の死後の1914年（大正3年）に竣工した御殿である。料亭淀川邸として全13室で営業を行っていた。なかでも、藤田家は皆、能を嗜んでいたこともあって、書院造の客間である羽衣の間は十五畳敷き三室の建具を外し、畳を上げると能舞台及び橋掛かりとして使用できる作りとなっていた。
「心」の字に配された池を中心とした築山式回遊庭園は約8000平方メートルの敷地内のほぼ半分を占めており、東大寺のものであったという大きな礎石の他、石仏や石塔などが展示されていた。
なお、かつての藤田邸の敷地は中央部が藤田美術館、東部が太閤園、南部が大阪市公館（現：ザ・ガーデンオリエンタル大阪）、北西部が藤田邸跡公園となっている。

## 交通
- JR東西線 大阪城北詰駅徒歩1分
- Osaka Metro長堀鶴見緑地線 京橋駅徒歩4分
- 京阪本線 京橋駅徒歩7分

## 周辺情報
- 桜之宮公園
- 藤田邸跡公園
- 藤田美術館
- ザ・ガーデンオリエンタル大阪
- 大阪ビジネスパーク（OBP）
- 大阪城
- 造幣局
  - 造幣博物館